# Conistra modesta
Conistra modesta är en fjärilsart som beskrevs av George Francis Hampson 1906. Conistra modesta ingår i släktet Conistra och familjen nattflyn. Inga underarter finns listade i Catalogue of Life.